# Lee Penny

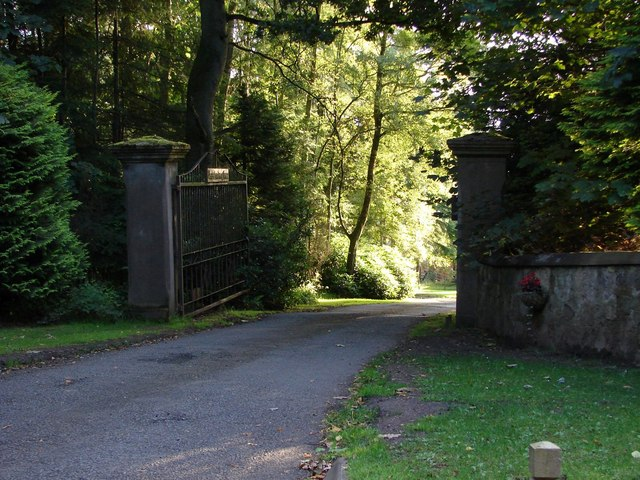
Eingangstor zu Lee Castle

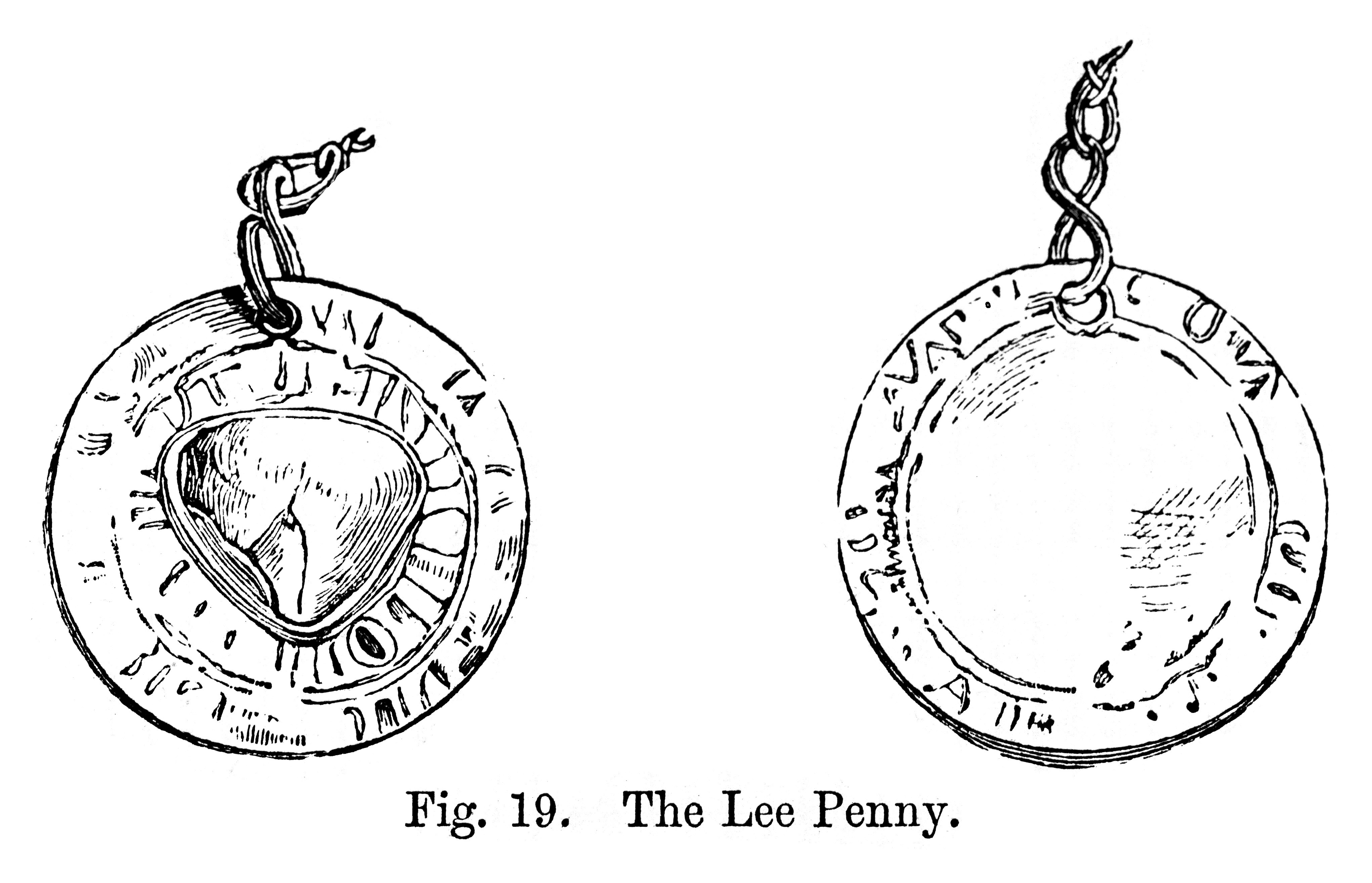
Lee Penny

Der Lee Penny ist ein Amulett, dem Heilkräfte zugeschrieben wurden. Angeblich stammt es aus dem Orient und gelangte in den Kreuzzügen nach Schottland. Die Geschichte des Schmuckstücks ist verbunden mit dem Clan der Lockharts von Lee. 

## Beschreibung und Name
Es handelt sich um einen dreieckigen Karneol, der in einen silbernen Groat eingesetzt worden ist, eine Londoner Prägung aus der Zeit Edwards IV. Das Amulett wird in einer Schnupftabakdose aus der Zeit Maria Theresias aufbewahrt. Es ist nach dem Herrensitz Lee Castle am Ufer des Clyde, südlich von Lanark benannt.

## Legende
Sir Simon Lockhart von Lee und Cartland begleitete der Überlieferung nach James Lord Douglas 1320 auf der Fahrt ins Heilige Land. Douglas kam dort nie an und fiel in Spanien, aber Sir Simon Lockhart soll in den Orient gelangt sein. Dort habe er einen Emir gefangen genommen. Die Frau des Emirs (in anderen Versionen der Geschichte: seine alte Mutter) sei ins Lager der Kreuzfahrer gekommen, um das geforderte Lösegeld zu zahlen; dabei sei der Karneol ihrer Börse entfallen. Sir Simon habe dies bemerkt und gefordert, den Edelstein als Teil des Lösegelds zu behalten. Die Emirsgattin habe ihm daraufhin nicht nur den Karneol überlassen, sondern ihm auch anvertraut, dass man den Stein dreimal in Wasser eintauchen müsse, worauf das Wasser heilende Kräfte erhalte.  
Bald wurde der Lee Penny in Schottland für Heilerfolge bei Mensch und Tier bekannt.

## Wunderheilungen
Im Jahr 1638 befasste sich die Versammlung der Presbyterianer zu Glasgow auf Veranlassung eines gewissen Gavin Hamilton mit dem Lee Penny. Sie riet dem Laird of Lee (in Lanarkshire), den Stein so zu gebrauchen, dass möglichst wenig Ärgernis erregt werde.
Anscheinend kamen Menschen von weit her, aus Schottland und dem nördlichen England, weil sie sich vom Lee Penny Heilung insbesondere bei Bissen durch einen tollwütigen Hund erhofften. Der Glaube an die Wunderkräfte des Karneols war noch im frühen 19. Jahrhundert ungebrochen. Das Amulett wurde mit Hilfe der Kette, an der es befestigt ist, dreimal im Wasser untergetaucht und dieses einmal in kreisende Bewegung versetzt (“three dips and a swell”).

## Rezeption
Walter Scott widmete den Roman „The Talisman“ dem Lee Penny.